# Octopoda
Los octópodos (Octopoda, del griego ὀκτώ oktṓ 'ocho' y πούς podós 'pie') son un orden de moluscos cefalópodos octopodiformes conocidos comúnmente como pulpos. Al igual que otros cefalópodos, el pulpo tiene simetría bilateral, con la boca y el pico situados en el punto central de sus ocho extremidades. Su cuerpo blando  puede cambiar rápidamente de forma y textura, permitiendo que el animal se escurra a través de pequeños conductos o grietas. Arrastra sus ocho apéndices detrás de sí cuando nada; el sifón se utiliza tanto para  respirar como para la locomoción, expulsando un chorro de agua. Un sistema nervioso complejo y una vista excelente sitúan a los pulpos entre los invertebrados más inteligentes y de mayor diversidad conductual.
Sus hábitats comprenden diversas regiones del océano:  arrecifes de coral, aguas pelágicas y el fondo marino; algunas especies viven en la zona intermareal y otras en la abisal. La mayoría de las especies crecen y maduran rápido y son de vida efímera; no suelen pasar de los dos años. Durante la reproducción, el macho utiliza un brazo especialmente adaptado para depositar un paquete de esperma directamente en la cavidad paleal de la hembra, después de lo cual sufre una rápida senescencia y muere pocas semanas después del apareamiento. La hembra coloca los huevos fertilizados en una madriguera y los cuida hasta que eclosionan, y entonces también ella muere. Para defenderse de los depredadores, los pulpos emplean estrategias como la expulsión de tinta, el camuflaje y el comportamiento deimático. Tienen la  capacidad de impulsarse velozmente a través del agua y esconderse, e incluso engañar a otros animales. Todos los pulpos segregan algún tipo de veneno, aunque solo nos consta que pueda ser mortal el del  pulpo de anillos azules.

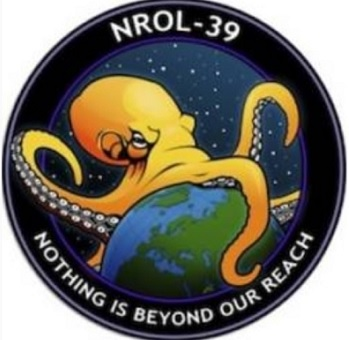
Insignia de la misión espacial NROL-39, que representa a la NRO como un pulpo que abarca el mundo.

Los pulpos aparecen a menudo en la mitología como monstruos marinos: el Kraken en la nórdica, el Leviatán en la tradición judeocristiana, el Akkorokamui en la ainu y, probablemente, la gorgona de la griega. En la novela de Victor Hugo Los trabajadores del mar (Les Travailleurs de la mer, 1866) se relata la lucha contra un pulpo gigante, y este libro ha inspirado otras obras, entre ellas Octopussy, de Ian Fleming. Los pulpos se encuentran representados en el shunga, arte erótico japonés. Están considerados una exquisitez en la gastronomía de muchas partes del mundo, especialmente en la mediterránea y asiática.

### Peligrosidad

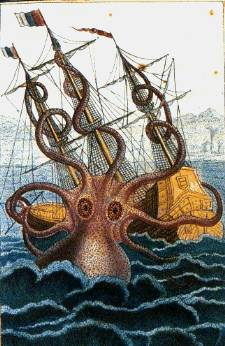
Dibujo del malacólogo Pierre de Montfort de un pulpo colosal imaginario atacando un barco (1801).

## Anatomía y fisiología

### Tamaño

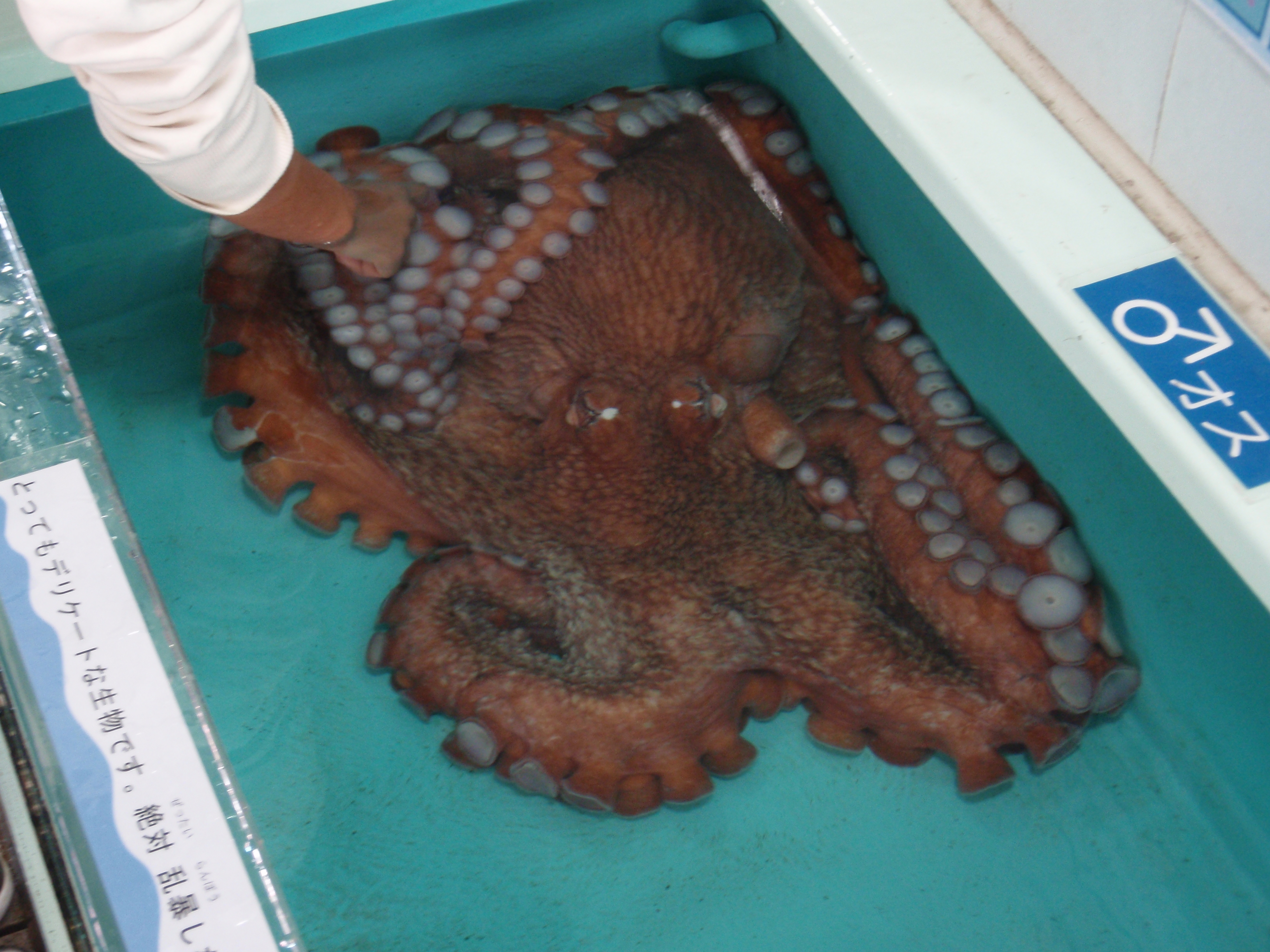
Pulpo gigante en el acuario Echizen Matsushima, Japón. Se considera que es la especie de mayor tamaño.

El pulpo gigante (Enteroctopus dofleini) se cita generalmente como la especie de octópodo de mayor tamaño conocida; los adultos  pesan alrededor de 15 kg, con brazos de hasta 4,3 m de longitud. El individuo más grande de esta especie que ha sido documentado científicamente fue un animal con un peso en vivo de 71 kg, aunque se han reivindicado tamaños mucho mayores: hay registro de un ejemplar de 272 kg con un brazo de 9 m; el cadáver de un pulpo de siete brazos (Haliphron atlanticus) pesaba 61 kg y se estimó que habría tenido un peso en vivo de 75 kg.
La especie de menor tamaño es Octopus wolfi, que mide alrededor de 2,5 cm y pesa menos de 1 g.

### Morfología externa
El pulpo es bilateralmente simétrico a lo largo de su eje dorso-ventral, por lo que los brazos se encontrarían en posición anterior y la masa visceral en la posterior; la cabeza y el pie están en el extremo de un cuerpo alargado y funcionan como la parte anterior del animal. En la cabeza se encuentran los ojos, una corona de apéndices y el sifón; el pie ha evolucionado hasta convertirse en un conjunto de apéndices flexibles y prensiles denominados tradicionalmente brazos y a veces, erróneamente, «tentáculos», que rodean la boca y están unidos entre sí cerca de su base por una estructura palmeada. Los brazos se pueden describir en función de la posición lateral y de la secuencia (como L1, R1, L2, R2) y divididos en cuatro pares. Los dos apéndices posteriores generalmente se usan para caminar sobre el fondo del mar, mientras que los otros seis se utilizan para buscar comida, por lo que algunos biólogos consideran que tienen seis «brazos» y dos «patas». La parte posterior está formada por el manto, bastante musculado, bulboso y hueco, fusionado con la parte posterior de la cabeza:  se conoce como masa visceral y contiene la mayoría de los órganos vitales. Una cavidad vacía, la cavidad paleal o cavidad del manto, tiene paredes musculadas y contiene las branquias; está conectada al exterior por un embudo cónico o sifón. La boca, situada debajo de los brazos, tiene un pico quitinoso, duro y afilado, conocido como pico de loro.

Vista lateral de un octópodo.

La piel se compone de una delgada epidermis externa con células mucosas,  células sensoriales y una dermis de tejido conjuntivo que consiste principalmente en fibras de colágeno y numerosas células con pigmentos, como los cromatóforos, que permiten rápidos cambios de color. La mayor parte del cuerpo consiste en tejido blando que  permite al pulpo alargarse, contraerse y contorsionarse, pudiendo así escurrirse a través de pequeñas brechas; incluso las especies de mayor tamaño pueden pasar a través de una pequeña abertura de tan solo 2,5 cm de diámetro. Al carecer de soporte esquelético, los brazos funcionan como hidrostatos musculares y contienen músculos longitudinales, transversales y circulares alrededor de un nervio axial central. Pueden extenderse y contraerse, girar hacia la izquierda o hacia la derecha, doblarse en cualquier punto y en cualquier dirección o mantenerse rígidos.

Funcionamiento de la ventosa de Octopus vulgaris (sección)

La cara interna de los brazos está cubierta con dos filas de ventosas que le permiten sujetarse o manipular objetos. Cada ventosa es normalmente circular y con forma de cuenco; tiene dos partes diferenciadas: una cavidad superficial externa o infundíbulo y una cavidad central hueca o acetábulo; ambas son músculos gruesos cubiertos por una cutícula quitinosa protectora. Cuando una ventosa se adhiere a una superficie, el orificio entre las dos estructuras se sella. La coordinación entre los músculos del infundíbulo y del acetábulo le permiten adherirse y desprenderse.

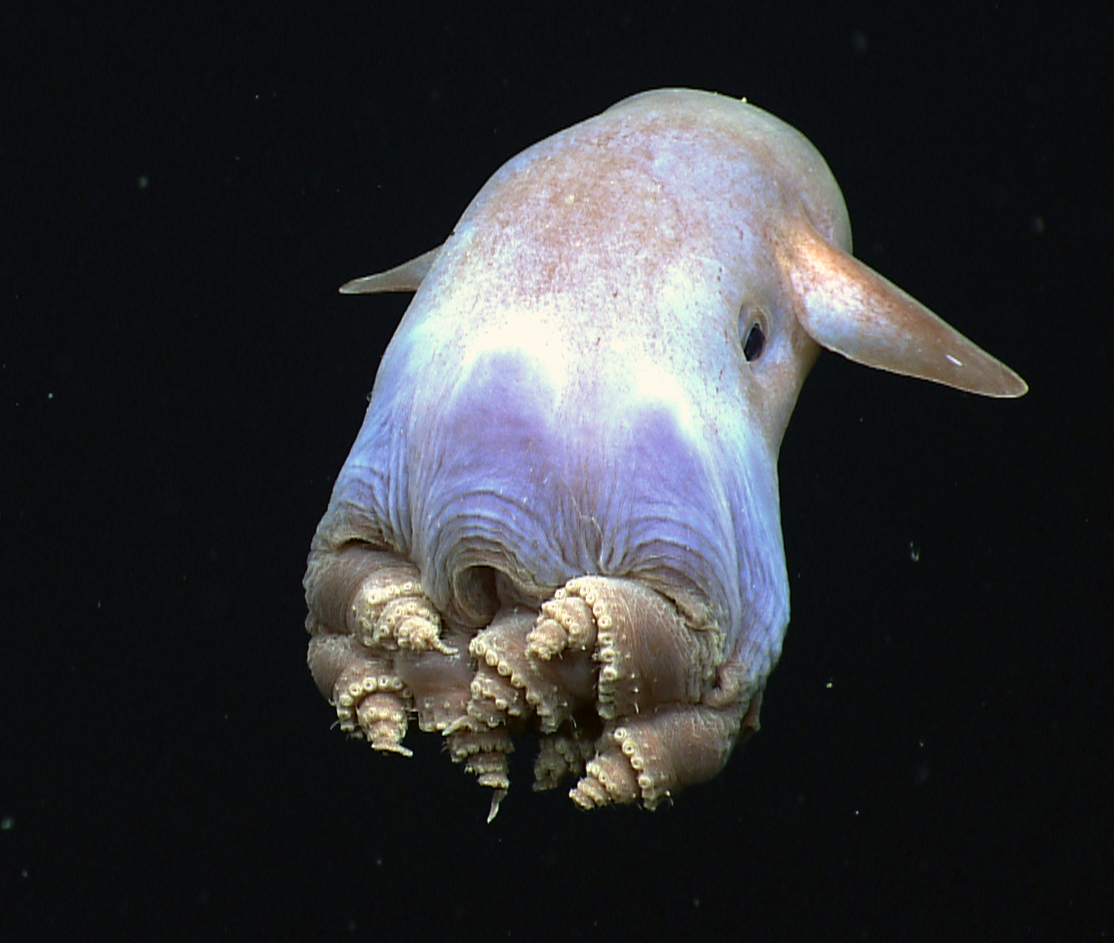
Grimpoteuthis, un miembro del suborden Cirrina con una forma corporal atípica entre los octópodos.

Los ojos, unos de los más complejos entre los invertebrados, están situados en la parte superior de la cabeza encerrados en una cápsula cartilaginosa fusionada al encéfalo, son grandes en proporción a su masa corporal y estructuralmente similares a los de los peces. La córnea, que, a diferencia de los demás cefalópodos, no está en contacto con el agua, está compuesta por una capa epidérmica translúcida y la pupila en forma de hendidura rectangular forma un hoyo en el iris y se encuentra justo detrás. La lente está suspendida detrás de la pupila y las células retinianas fotorreceptoras cubren la parte posterior del ojo. La pupila se puede ajustar en tamaño y un pigmento retiniano filtra la luz incidente en condiciones de luz brillante. Tienen un cristalino rígido y un iris que regula la entrada de luz: el enfoque se realiza adelantando o atrasando el cristalino, al igual que en los peces.
Algunas especies tienen un cuerpo distinto de la típica forma  de los octópodos. Los miembros del suborden Cirrina tienen robustos cuerpos gelatinosos con una membrana que llega cerca de la punta de sus brazos y dos grandes aletas similares a orejas por encima de los ojos, sostenidas por un caparazón interno. Las carnosas papilas o cirros que dan nombre al grupo, similares a mechones de cilios, se encuentran a lo largo de la parte inferior de los brazos. Los ojos están muy desarrollados.

### Sistema circulatorio
Los pulpos tienen un sistema circulatorio cerrado, esto es, en el que la sangre permanece dentro de los vasos sanguíneos. Poseen tres corazones: un corazón sistémico que recoge la sangre de las branquias y la hace circular por todo el cuerpo, y dos corazones branquiales que la bombean a cada una de las dos branquias, donde se oxigena. El corazón sistémico se mantiene inactivo cuando el animal está nadando, por lo que éste se cansa rápidamente y prefiere arrastrarse.
 Su sangre contiene hemocianina, proteína rica en cobre, para transportar el oxígeno, lo que hace que sea muy viscosa y requiere una presión considerable para bombearla por todo el cuerpo; la presión sanguínea de los pulpos puede superar los 75 mmHg. En condiciones frías con bajos niveles de oxígeno, la hemocianina transporta oxígeno de manera más eficiente que la hemoglobina. La hemocianina se disuelve en el plasma en lugar de transportarse dentro de las células sanguíneas y le da a la sangre un color azulado.
El corazón sistémico tiene paredes musculares contráctiles y consiste en un ventrículo y dos aurículas, una para cada lado del cuerpo. Los vasos sanguíneos constan de arterias, capilares y venas y están revestidos con un endotelio celular que es bastante diferente al de la mayoría de los invertebrados. La sangre circula a través de la aorta y el sistema capilar a la vena cava, después de lo cual la sangre se bombea a través de las branquias por los corazones auxiliares y de vuelta al corazón principal. Gran parte del sistema venoso es contráctil, lo que ayuda a hacer circular la sangre.

### Respiración

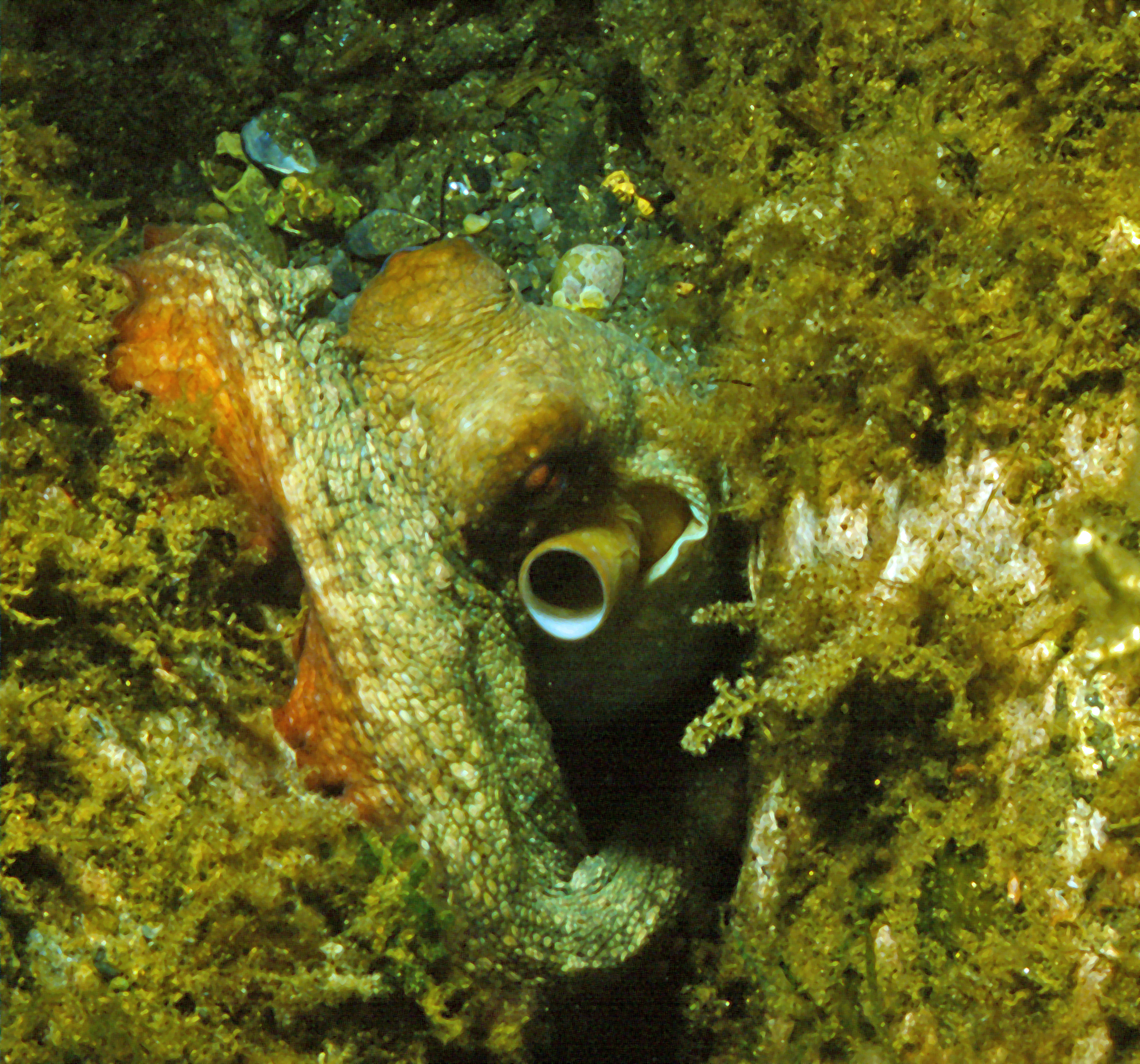
El sifón se utiliza para la respiración, la eliminación de desechos y la descarga de la tinta.

La respiración consiste en introducir agua en la cavidad paleal a través de una abertura, pasarla a través de las branquias y expulsarla a través del sifón. La entrada de agua se logra mediante la contracción de los músculos radiales de la pared del manto; las válvulas de la aletas branquiales se cierran cuando los fuertes músculos circulares expulsan el agua a través del sifón. Unas extensas redes de tejido conectivo soportan los músculos respiratorios, pudiendo así  expandir la cámara respiratoria. La estructura de laminillas de las branquias permite una elevada absorción de oxígeno: hasta un 65 % en agua a 20 °C. El flujo de agua sobre las branquias tiene correlación con la locomoción y un pulpo puede impulsar su cuerpo cuando expulsa el agua a través de su sifón.
Al tener una piel delgada, ésta absorbe oxígeno adicional. Cuando el animal descansa, alrededor del 41 % de la absorción de oxígeno la realiza a través de la piel. Este porcentaje disminuye al 33 % cuando nada, a medida que fluye más agua sobre las branquias; la absorción de oxígeno por la piel también aumenta. Cuando se acurruca en su madriguera, reduciendo la superficie de piel expuesta, y después de una comida copiosa, la absorción a través de la piel puede caer al 3 % de la habitual.

### Digestión y excreción
El proceso digestivo se inicia en la masa bucal, que consiste en la boca, el pico, la rádula, la faringe y las glándulas salivales. La rádula es un órgano quitinoso con forma de lengüeta y pinchos; una estructura propia del grupo, conocida como pico de loro, consiste en un par de fuertes mandíbulas con forma de pico que utilizan para morder y desgarrar las presas para que después sean procesados por la rádula. La comida se descompone y se dirige hacia el esófago por dos extensiones laterales de las paredes laterales del esófago además de la rádula; de allí se transfiere al tracto gastrointestinal, que en su mayoría está suspendido del techo de la cavidad paleal por numerosas membranas. El tracto está compuesto de una dilatación que funciona como buche, donde se almacena la comida; un estómago, donde se descompone; un ciego donde la comida, ahora una papilla pastosa, se descompone en fluidos y partículas que desempeñan un papel importante en la absorción; el hepatopáncreas, donde las células del hígado descomponen y absorben el fluido; y el intestino, donde los desechos acumulados se convierten en restos fecales por secreciones y se expulsan del embudo a través del recto.
Durante la osmorregulación, se agrega fluido al pericardio de los corazones branquiales. Como en los demás moluscos, el sistema excretor tiene dos nefridios (equivalentes a los riñones de vertebrados) que están relacionados con los corazones branquiales; estos y sus conductos asociados conectan las cavidades pericárdicas con la cavidad paleal. Antes de llegar al corazón branquial, cada una de las venas cavas se expande para formar apéndices renales que están en contacto directo con las delgadas paredes del nefridio. La orina se forma primero en la cavidad pericárdica y se modifica por la excreción, principalmente de amoníaco, y la absorción selectiva desde los apéndices renales, a medida que se pasa a lo largo del conducto asociado y a través del nefridioporo hacia la cavidad paleal.

### Sistema nervioso y sentidos
Los pulpos (junto con las sepias) tienen el sistema nervioso y el cerebro mayor y más complejo así como la más elevada proporción cerebro-masa corporal de todos los invertebrados, mayor incluso que la de muchos vertebrados. Poseen un sistema nervioso complejísimo, solo parte del cual se localiza en su cerebro, contenido éste en una cápsula cartilaginosa. Dos tercios de sus neuronas se sitúan en los cordones nerviosos de sus brazos, que muestran una gran variedad de complejas acciones reflejas, las cuales persisten incluso cuando no reciben señales del cerebro. Las complejas habilidades motoras de los pulpos, a diferencia de los vertebrados, no están organizadas en su cerebro mediante un mapa somatotópico interno de su cuerpo, sino que se utiliza un sistema no somatotópico exclusivo de los invertebrados de gran cerebro.

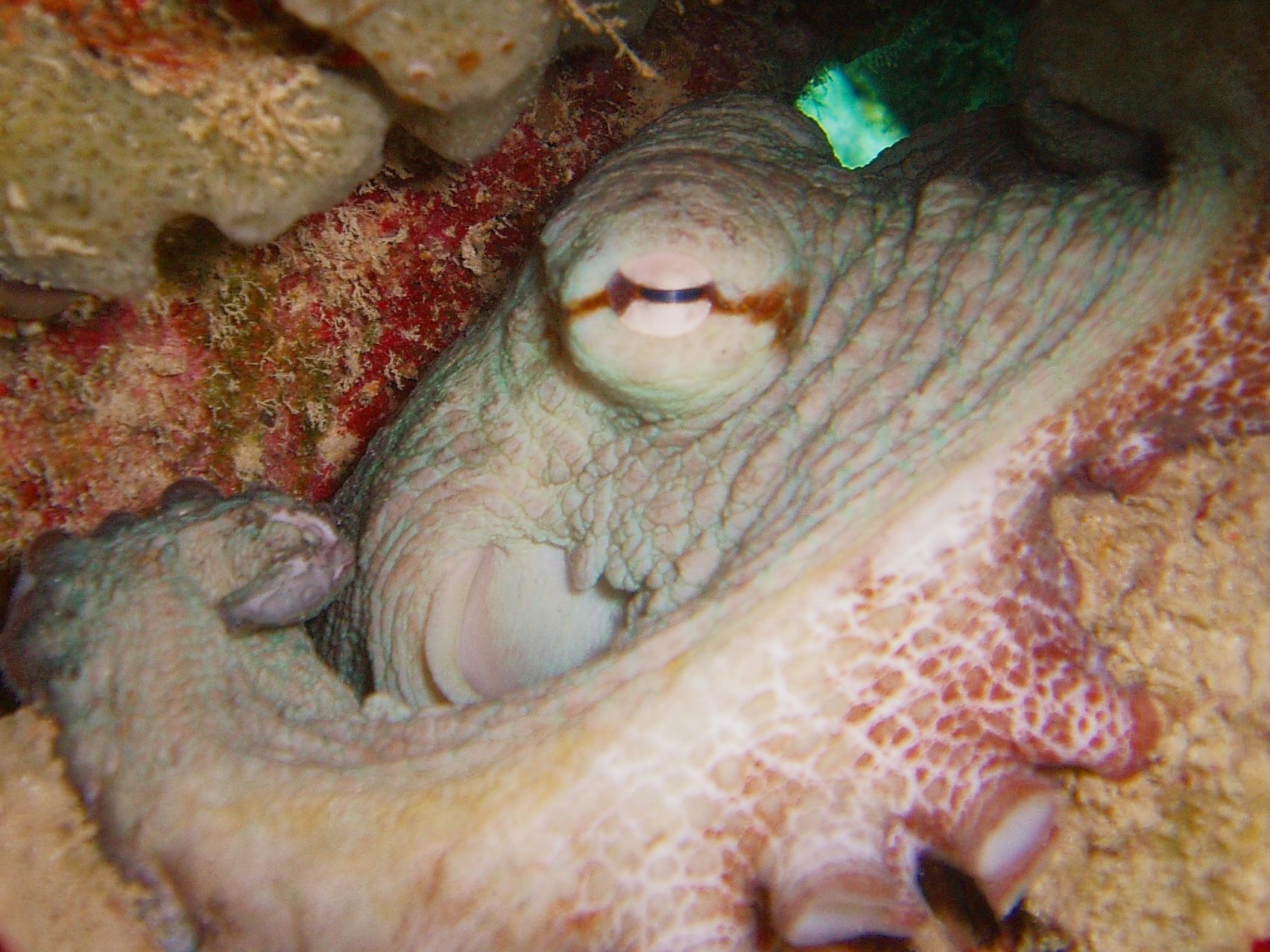
Ojo de un pulpo común.

Su principal órgano de los sentidos son los ojos. Al igual que otros cefalópodos, los pulpos pueden distinguir la polarización de la luz. La visión del color parece variar de una especie a otra; por ejemplo, está presente en Octopus aegina pero ausente en O. vulgaris. Algunos investigadores creen que las opsinas de la piel pueden detectar diferentes longitudes de onda de luz y ayudarles a elegir una coloración que los camufle, además de la percepción de luz de los ojos. Otros plantean la hipótesis de que los ojos de cefalópodos en especies que tienen una única proteína fotorreceptora pueden usar la aberración cromática para convertir la visión monocromática en visión en color, aunque esto suponga sacrificar la calidad de la imagen; Se explicarían así las pupilas en forma de U, de W o de mancuerna, además de la necesidad de coloridas exhibiciones de apareamiento.
Junto al cerebro hay dos órganos especiales denominados estatocistos (estructuras similares a sacos que contienen una masa mineralizada y pelos sensibles) que les proporcionan información sobre cambios en la posición del cuerpo en relación con la gravedad y pueden detectar la aceleración angular, aunque no la orientación espacial de forma continuada. Una respuesta autónoma mantiene los ojos del pulpo orientados para que la pupila esté siempre horizontal. También pueden usar el estatocisto para captar sonidos; el pulpo común puede oír sonidos de entre 400 Hz y 1000 Hz, aunque los percibe mejor a 600 Hz.
Por otra parte, tienen un excelente sentido del tacto. Las ventosas están equipadas con quimiorreceptores para que el pulpo pueda percibir el sabor de lo que toca. Los brazos no se enredan ni se pegan entre sí porque los sensores distinguen su propia piel de la de otros pulpos y evitan el autopegado.
Los brazos contienen sensores de tensión para que sepan si están estirados, aunque esto no es suficiente para que el cerebro determine la posición del cuerpo o los brazos, por ello el pulpo no tiene capacidad de estereognosis, es decir, no se forma una imagen mental del volumen y la forma general del objeto que está manipulando sin verlo. Puede detectar variaciones de textura locales, pero no puede integrar la información en una imagen más grande. La autonomía neurológica de los brazos implica que tienen gran dificultad para aprender acerca de los efectos detallados de sus movimientos. Tiene un pobre sentido propioceptivo y sabe qué movimientos exactos se hicieron solo al percibir visualmente los brazos (exterocepción).

### Saco de tinta
La glándula rectal de estos moluscos se ha transformado en una glándula de tinta que produce una secreción almacenada en un saco debajo de la glándula digestiva. El saco está lo suficientemente cerca del sifón como para que el pulpo expulse la tinta con un chorro de agua. Antes de que salga del sifón, la tinta pasa a través de las glándulas que lo mezclan con una sustancia mucosa, creando una mancha espesa y oscura que ayuda al animal a escapar de un depredador. El principal pigmento en la tinta es la melanina, que le da su color negro. Los miembros del suborden Cirrina carecen de saco de tinta.

## Ciclo vital

### Reproducción

Detalle del extremo del brazo hectocotilizado de un pulpo macho.

Todos los cefalópodos son gonocóricos; los pulpos tienen una sola gónada situada en la parte posterior de la masa visceral y que está asociada con el celoma. Los machos tienen un testículo y un conducto deferente enrollado que traslada los espermatozoides a una vesícula seminal donde se encapsulan en espermatóforos; las hembras tienen ovario y un oviducto con una glándula oviductal. Una glándula óptica esférica asociada con las vías ópticas genera hormonas que hacen que el pulpo madure y estimula la producción de gametos; esta glándula puede ser activada por condiciones ambientales como la temperatura, la luz y la nutrición, controlando así el momento de la reproducción y la duración de la vida.
Los pulpos, al igual que los demás cefalópodos, son promiscuos. En la etapa adulta muestran un claro dimorfismo sexual; en los machos (de menor tamaño que las hembras) uno de los brazos se transforma en su tramo final en hectocótilo, que actúa a modo de órgano copulador; durante la cópula el macho, utilizando el brazo hectocotilizado, con su extremo en forma de cuchara, la lígula, introduce en la cavidad paleal de la hembra unos espermatóforos que liberarán posteriormente los espermatozoides. El hectocótilo en los pulpos bentónicos es generalmente el tercer brazo, que tiene una depresión en forma de cuchara, la lígula, en la punta y ventosas modificadas. En la mayoría de las especies, la fertilización ocurre en la cavidad del manto.
Su reproducción se ha estudiado solo en unas pocas especies; una de ellas es el pulpo gigante (Enteroctopus dofleini), en la que el cortejo se acompaña, especialmente en el macho, de cambios en la textura y el color de la piel. El macho puede aferrarse a la parte superior o lateral de la hembra o posicionarse junto a ella. Se especula sobre si primero puede usar su hectocótilo para eliminar cualquier espermatóforo o esperma ya presente en la hembra. Recoge un espermatóforo de su saco espermático con el hectocotilo, lo inserta en la cavidad del manto de la hembra y lo deposita en el lugar adecuado para la especie, que en el pulpo gigante es la abertura del oviducto. Le trasfiere dos espermatóforos, de aproximadamente un metro de largo, cuyos extremos pueden sobresalir del manto de la hembra. Un complejo mecanismo hidráulico libera los espermatozoides del espermatóforo y la hembra los almacena internamente.

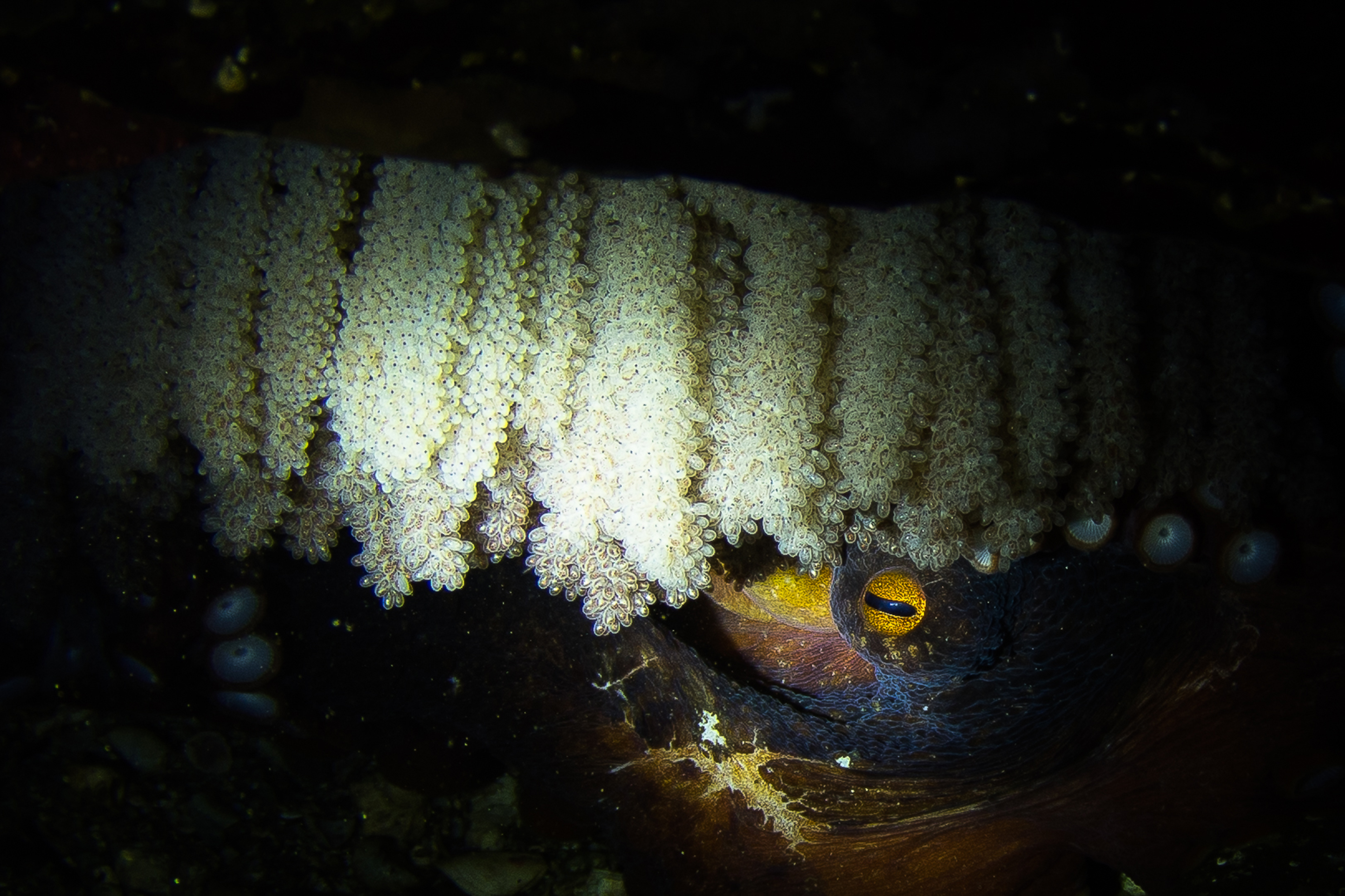
Hembra de pulpo gigante cuidando cadenas de huevos.

Unos cuarenta días después del apareamiento, la hembra del pulpo gigante sujeta por un extremo ristras o cordones de pequeños huevos fertilizados (de 10 000 a 70 000) a las rocas en una grieta o debajo de un saliente formando racimos. Allí los protege y cuida durante aproximadamente cinco meses (160 días) hasta que eclosionan. En aguas más frías, como las de Alaska, pueden pasar hasta 10 meses hasta que los huevos se desarrollen por completo. La hembra airea los huevos y los mantiene limpios; si no reciben atención, muchos huevos no eclosionarán. La hembra no se alimenta durante este tiempo y muere poco después. En los machos se produce una rápida senescencia y mueren unas semanas después del apareamiento.
Los huevos tienen yemas grandes; la segmentación (división) embrionaria es superficial y se desarrolla un disco germinal en el polo. Durante la gastrulación, los márgenes del disco crecen y rodean la yema, formando un saco vitelino, que formará parte del intestino. La yema se absorbe gradualmente a medida que se desarrolla el embrión. Cuando el embrión alcanza el tamaño apropiado y el saco vitelino se ha consumido casi por completo, se produce la eclosión.

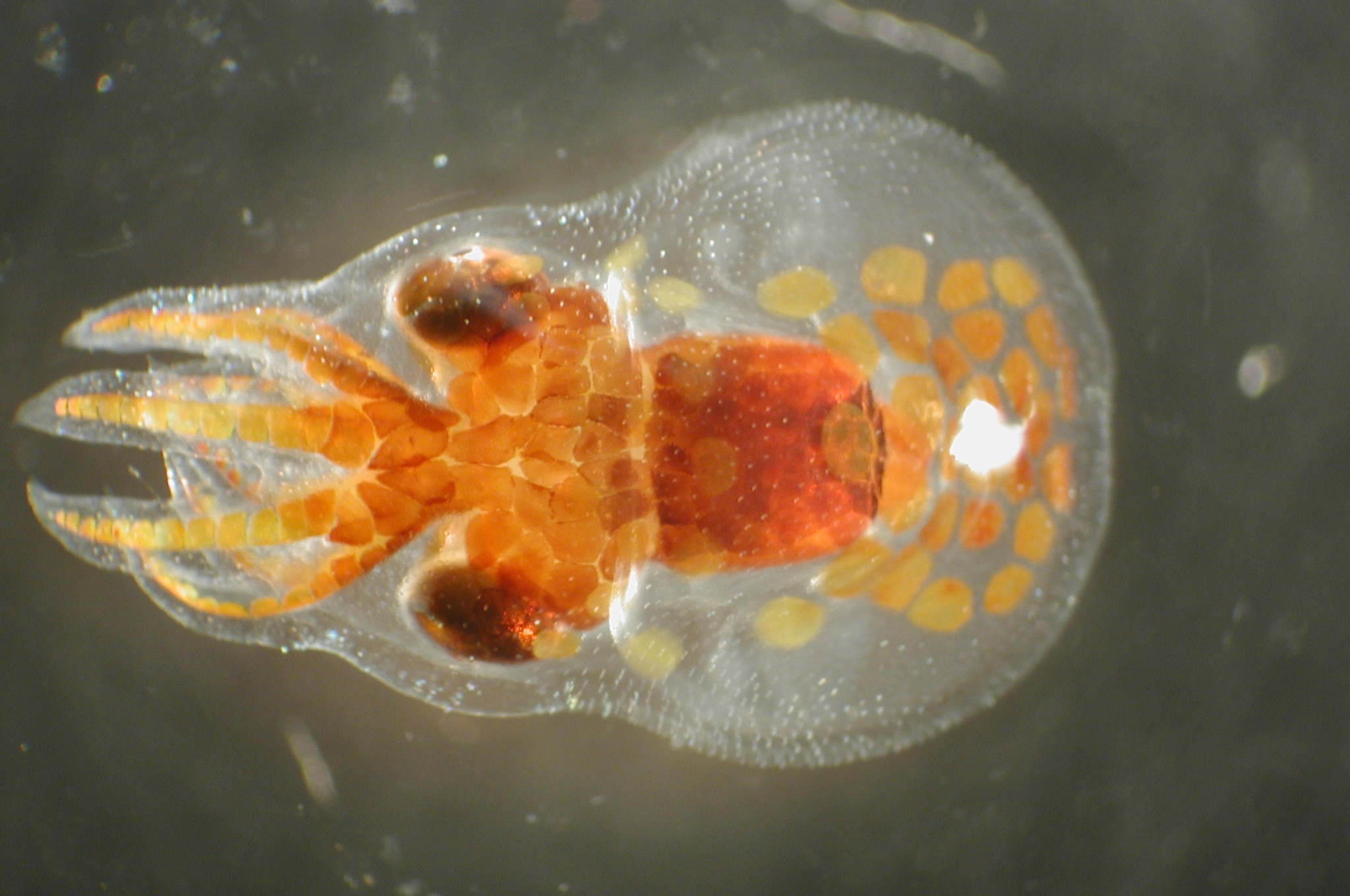
Paralarva de pulpo.

La mayoría de los pulpos eclosionan como paralarvas y son planctónicos durante semanas o meses, dependiendo de la especie y la temperatura del agua. Se alimentan de copépodos, larvas de artrópodos y otro zooplancton, y finalmente se establecen en el fondo oceánico y se desarrollan directamente en adultos, sin metamorfosis con distintas etapas larvarias, a diferencia de otros moluscos. Las especies de pulpos que generan huevos de mayor tamaño, como Octopus briareus, Hapalochlaena maculosa, Octopus bimaculoides, Eledone moschata y pulpos de aguas profundas, no tienen una etapa paralarval, sino que nacen como animales bentónicos morfológicamente similares a los adultos.
La hembra del argonauta segrega una capa delgada, acanalada y fina como papel en la que deposita los huevos y en la que también reside mientras flota en medio del océano. Ahí cría a los juveniles y también le sirve como una ayuda de flotación que le permite ajustar su profundidad. El macho es diminuto en comparación y no tiene concha.

### Esperanza de vida
La mayoría de las especies tienen una esperanza de vida relativamente corta; algunas especies viven tan solo seis meses, aunque el pulpo gigante (Enteroctopus dofleini), una de las especies de mayor tamaño, puede vivir hasta cinco años.
La vida del pulpo está limitada por su reproducción: los machos solo pueden vivir unos  meses después del apareamiento y las hembras mueren poco después de que eclosionen sus huevos. Sus órganos reproductivos maduran bajo la influencia hormonal de la glándula óptica pero provocan la inactivación de sus glándulas digestivas, lo que hace que generalmente el pulpo muera de inanición. Se ha comprobado que  extirpar las glándulas ópticas después del desove da como resultado que cese el cuidado de los huevos, se reanude  la alimentación, y con ella aumente el crecimiento,  prolongándose la duración de la vida.

## Distribución y hábitat
Los pulpos viven en todos los océanos y las distintas especies se han adaptado a diferentes hábitats marinos. Como juveniles, los pulpos comunes (Octopus vulgaris) habitan en pozas de marea poco profundas; el gran pulpo azul (Octopus cyanea) vive en los arrecifes de coral; los argonautas deriva por aguas pelágicas; Abdopus aculeatus vive principalmente en lechos de praderas marinas cercanas a la costa.
Algunas especies se han adaptado a las aguas frías de las profundidades del océano; Bathypolypus arcticus vive en llanuras abisales a profundidades de 1000 m y Vulcanoctopus hydrothermalis vive cerca de fuentes hidrotermales a 2000 m. Las especies del suborden Cirrina a menudo nadan libremente y viven en hábitats de aguas profundas. No se conoce ninguna especie que viva en agua dulce.

## Comportamiento y ecología
Los pulpos se consideran por lo general  animales solitarios, poco sociales, aunque esta consideración se enfrenta con un creciente número de excepciones; también hay constancia de concentraciones en gran número y con interacciones frecuentes, defensa de la pareja y expulsión de individuos de las guaridas, aunque esto se debe probablemente a un suministro de alimentos especialmente abundante  combinado con zonas donde escasean lugares utilizables como guaridas. Los pulpos se esconden en madrigueras, que suelen ser grietas en afloramientos rocosos u otras estructuras duras, aunque algunas especies se entierran en la arena o el barro. No son territoriales, pero generalmente permanecen en una zona concreta; pueden abandonar esa zona en busca de comida. Tienen habilidades de navegación que les permiten regresar a una guarida sin hacerlo por la misma ruta que utilizaron cuando salieron. No hay constancia de que sean migratorios.
Llevan las presas capturadas a su guarida donde pueden comer de manera segura. A veces logran atrapar más presas de las que son capaces comer y la guarida a menudo está rodeada por un basurero de presas muertas y restos. Otras criaturas, como peces, cangrejos, equinodermos u otros moluscos a menudo comparten la madriguera con el pulpo, ya sea porque han llegado como carroñeros o porque han sobrevivido a la captura.

### Alimentación

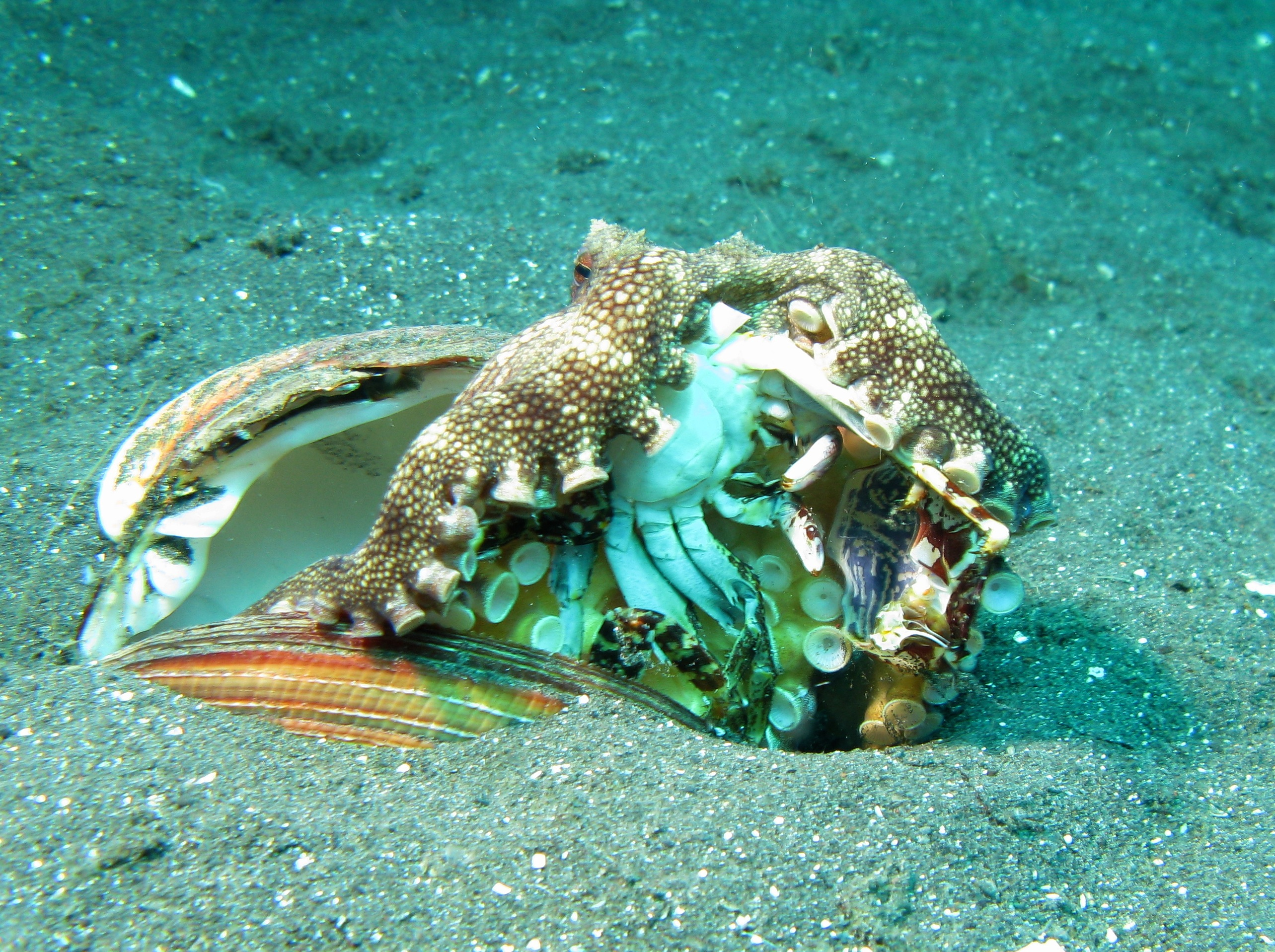
Amphioctopus marginatus comiendo un cangrejo.

Casi todos los octópodos son predadores; las especies que viven en los fondos marinos se alimentan principalmente de crustáceos, gusanos poliquetos y otros moluscos, como caracolas y almejas; las de mar abierto comen principalmente langostinos, peces y otros cefalópodos. El principal componente de la dieta del pulpo gigante son los moluscos bivalvos:  el berberecho Clinocardium nuttallii, las almejas y las vieiras, crustáceos como los cangrejos y los cangrejos araña. Hay presas que no están a su alcance: los natícidos, porque son demasiado grandes, y las lapas, las vieiras, los quitones o abulones, porque están demasiado adheridos a las rocas.
Los pulpos bentónicos (que vive en el fondo del mar) generalmente se mueven entre las rocas; localizan las presas tanteando entre las grietas o gracias a su magnífica visión;  impulsados por un chorro de agua emitido por su sifón se lanzan sobre la presa y tiran de la ella hacia la boca con sus brazos sujetándola con las ventosas. Las presas pequeñas pueden quedar completamente atrapadas por la estructura palmeada que tienen entre los brazos. Los pulpos a menudo les  inyectan a  los cangrejos y otros  crustáceos una saliva paralizante y luego los descuartizan con el pico. Se alimentan de moluscos con concha forzando las valvas hasta separarlas o perforando un agujero en la concha para inyectarle una neurotoxina. Se creía  que el orificio lo perforaban con la rádula, pero se ha demostrado que cuentan con unos diminutos dientes en la punta de la papila salival y utilizan una enzima de su saliva tóxica para disolver el carbonato de calcio de la concha. El pulpo común (O. vulgaris) tarda aproximadamente tres horas en crear un orificio de 0,6 mm. Una vez que se penetra la concha, la presa muere casi instantáneamente, sus músculos se relajan y los tejidos blandos son fáciles de extraer. También pueden utilizar el mismo sistema con los cangrejos con caparazón duro, porque a los de caparazón blando los desgarran.
Algunas especies tienen otros modos de alimentarse. Grimpoteuthis no tiene rádula o tiene una muy reducida y se traga la presa entera. En la mayoría de las especies del género de aguas profundas Stauroteuthis, algunas de las células musculares que controlan las ventosas han sido reemplazadas por fotóforos que, según se cree,  engañan a las presas dirigiéndolas hacia la boca, lo que los convierte en uno de los pocos pulpos bioluminiscentes.

### Locomoción

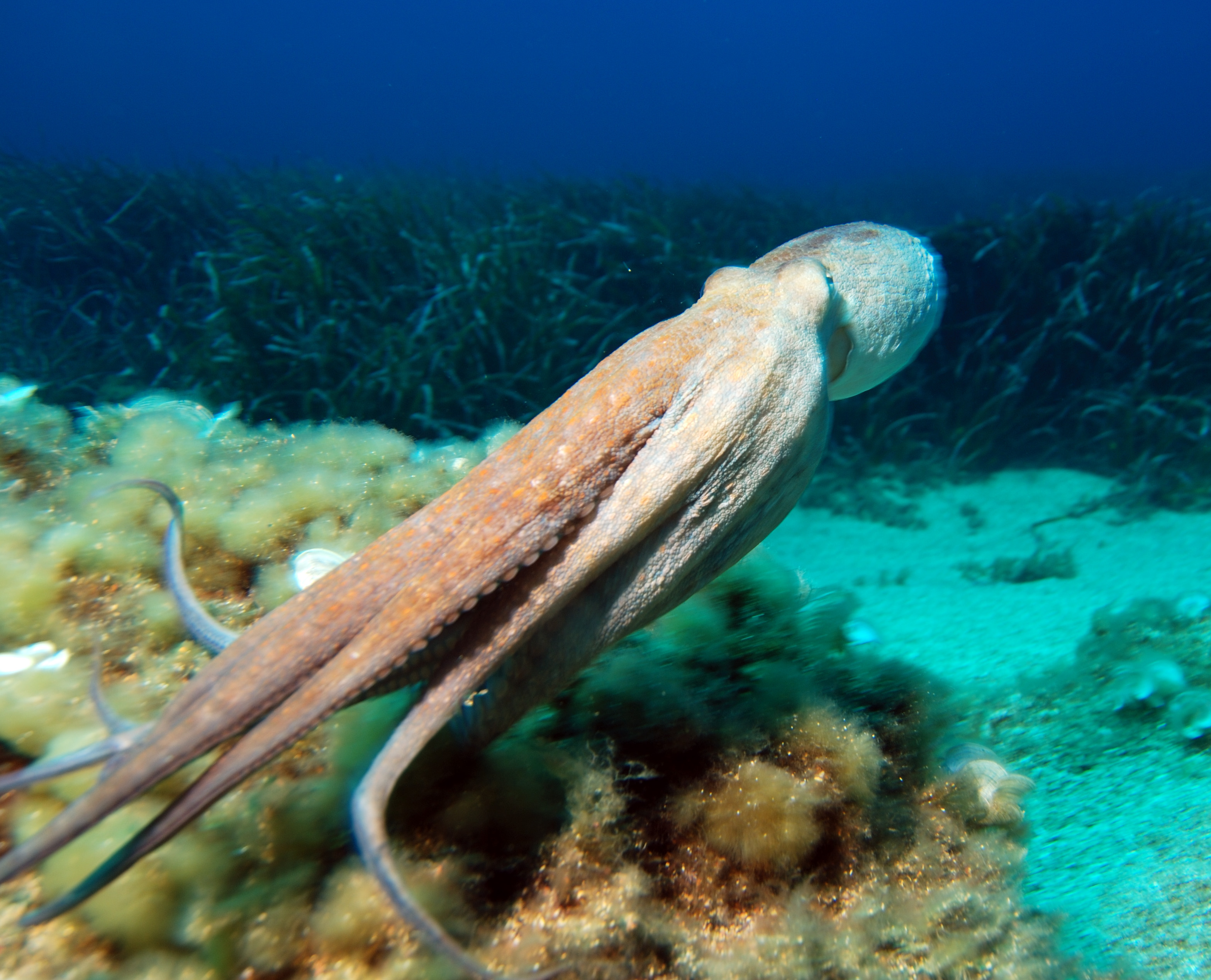
Pulpo nadando.

La «propulsión a chorro» o la natación hacia atrás, es su medio más rápido de locomoción. Cuando no tienen prisa, generalmente se arrastran sobre superficies sólidas o blandas; extienden varios brazos hacia adelante, algunas de las ventosas se adhieren al sustrato y el animal se arrastra hacia adelante impulsándose con sus poderosos brazos musculados, mientras que con los otros brazos empujan hacia atrás. Mientras se desplazan arrastrándose, la frecuencia cardíaca casi se duplica y el animal necesita diez o quince minutos para recuperarse de un ejercicio relativamente menor.
La propulsión a chorro la consiguen gracias a la contracción de las capas musculares del manto vaciando rápidamente su cavidad paleal de agua expulsándola por el sifón, impulsando al pulpo en la dirección opuesta. La dirección del desplazamiento depende de la orientación del sifón. Al nadar, la cabeza está en la parte delantera, el sifón apunta hacia atrás y los brazos se arrastran hacia atrás, dándole al animal una apariencia fusiforme. En un método alternativo de natación, algunas especies se aplanan dorsoventralmente y nadan con los brazos extendidos hacia los lados, lo que puede proporcionar sustentación y ser más rápidos que la natación normal. El chorro se usa para escapar del peligro, pero es fisiológicamente ineficiente y requiere una presión en el manto tan alta que impide que el corazón lata, lo que provoca un déficit progresivo de oxígeno.

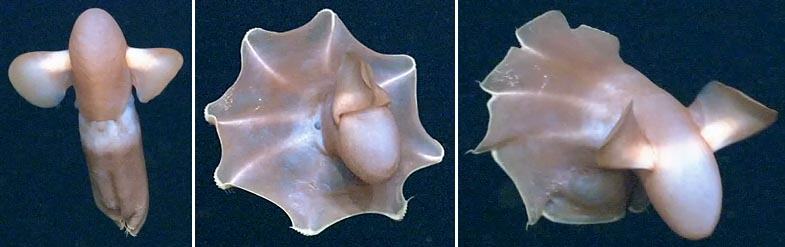
Movimientos de una especie con aletas, Cirroteuthis muelleri.

Los pulpos cirrinos no pueden producir propulsión a chorro y utilizan sus aletas para nadar. Tienen una flotabilidad neutra y se desplazan a través del agua con las aletas extendidas. También pueden contraer los brazos y la membrana circundante realizarando movimientos rápidos para impulsarse. Otra forma de locomoción es el «bombeo», que consiste en contracciones simétricas de los músculos de las membranas produciendo ondas peristálticas lo que produce un desplazamiento lento del animal.
En 2005 se observó que dos especies, Adopus aculeatus y Amphioctopus marginatus, se desplazaban caminando sobre dos brazos, mientras que al mismo tiempo imitaban la coloración de la materia vegetal circundante; esta forma de locomoción permitiría a estos pulpos alejarse rápidamente de un posible depredador sin ser reconocidos. Un estudio de este comportamiento llevó a considerar la posibilidad de que los dos apéndices posteriores se podrían denominar con más precisión «patas» en lugar de «brazos». Amphioctopus marginatus utiliza este desplazamiento «bípedo» cuando transporta varias cortezas de coco apiladas; el pulpo lleva restos de cortezas debajo de él con dos brazos y avanza con un andar desgarbado sostenido por los restantes brazos que mantiene rígidos.
Algunas especies de pueden arrastrarse fuera del agua durante cortos espacios de tiempo entre las pozas de marea mientras cazan crustáceos o gasterópodos o para escapar de los depredadores.

### Inteligencia

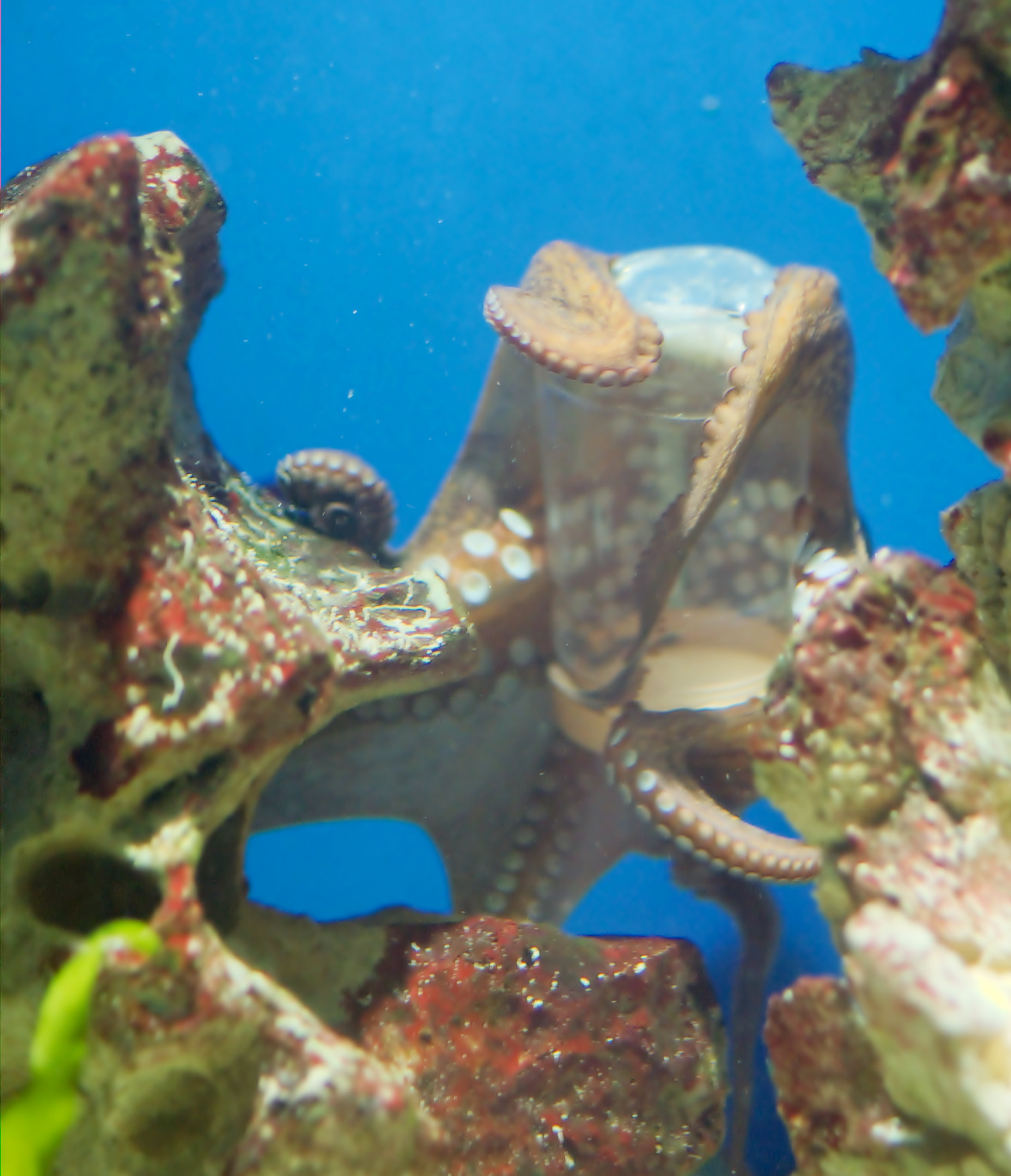
Pulpo abriendo un envase desenroscando la tapa.

Los pulpos están considerados como uno de los invertebrados más inteligentes y de mayor diversidad conductual, aunque el alcance de su inteligencia y capacidad de aprendizaje todavía no están bien definidos. Experimentos con laberintos y de resolución de problemas han demostrado evidencias de un sistema de memoria que puede almacenar tanto memoria a corto plazo como a largo plazo. No se sabe con precisión qué aporta el aprendizaje al comportamiento del pulpo adulto. Los pulpos jóvenes no aprenden de sus padres, ya que los adultos no brindan atención parental más allá de atender a sus huevos hasta que eclosionan.
En experimentos de laboratorio, los pulpos pueden entrenarse fácilmente para distinguir entre diferentes formas y patrones. Existen informes que indican que ejercen el aprendizaje por observación, aunque se cuestiona la validez de estos informes. También se han observado en lo que se ha descrito como juego: soltar repetidamente botellas o juguetes en una corriente circular en sus acuarios y luego atraparlos. A menudo consiguen salir de sus acuarios y otras veces entran en otros en busca de comida. Incluso han abordado barcos de pesca y abierto bodegas para comer cangrejos. Amphioctopus marginatus recoge restos de cáscaras de coco y luego las utiliza para construir un refugio, un ejemplo de uso de herramientas.
En 2021, un informe científico de la London School of Economics estableció que los cefalópodos y crustáceos (como los pulpos, cangrejos y langostas) son seres sintientes que experimentan dolor y angustia, así como placer o alegría. Por ello el gobierno británico decidió incluirlos en su Proyecto de Ley de Bienestar Animal para protegerlos de ciertas prácticas dolorosas.

### Camuflaje
Los pulpos utilizan el camuflaje cuando cazan y para evitar ser vistos por los depredadores. La parte externa del manto está formada por un epitelio con numerosas células especializadas, como cromatóforos y fotóforos, que cambian con rapidez la apariencia de la piel ajustando su color, opacidad o reflectividad. Los cromatóforos contienen pigmentos amarillo, naranja, rojo, marrón o negro; la mayoría de las especies tienen tres de estos colores, mientras que otras tienen dos o cuatro. Otras células reflectantes son los iridóforos (iridiscentes) y los leucóforos (de color blanco). Esta capacidad de cambio de color también la utilizan para comunicarse o advertir a otros pulpos.
Pueden crear patrones de distracción con líneas ondulantes de coloración oscura en todo el cuerpo. Músculos de la piel cambian la textura del manto para lograr un mayor camuflaje. En algunas especies, el manto puede adquirir la apariencia de algas; en otras, el aspecto de la piel se limita a tonos relativamente uniformes de un solo color con textura de piel lisa. Las especies diurnas que viven en aguas poco profundas han desarrollado una piel más compleja que las nocturnas y de aguas profundas.
Una estrategia de «roca móvil» consiste en imitar el aspecto de una roca y avanzar poco a poco por un espacio abierto a una velocidad que coincide con el movimiento del agua circundante, permitiéndole moverse incluso a la vista de un depredador.

### Defensa

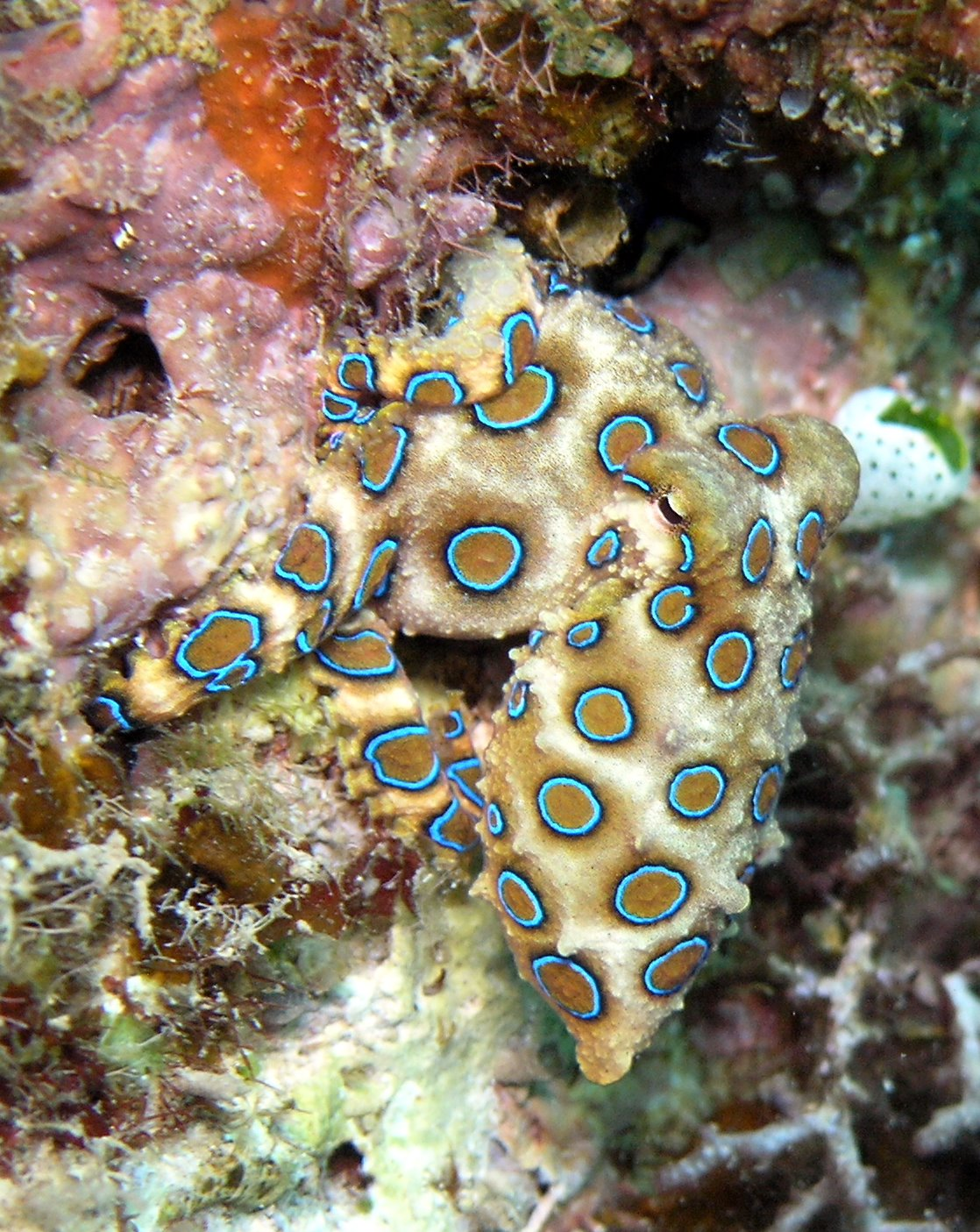
Coloración de advertencia de un pulpo de anillos azules (Hapalochlaena lunulata).

Además de los humanos, los pulpos tienen múltiples depredadores, como peces, aves marinas, pinnípedos, cetáceos las nutrias marinas y otros cefalópodos. Los pulpos generalmente se esconden en guaridas o se ocultan utilizando el camuflaje y el mimetismo; algunos utilizan una llamativa coloración de advertencia (aposematismo) o un demostraciones deimáticas. Un pulpo puede pasar el 40 % de su tiempo escondido en su guarida. En un estudio con pulpos gigantes (Enteroctopus dofleini) se comprobó que el 66 % de los ejemplares estudiados tenía cicatrices y el 50 % tenía amputaciones en los brazos. Hapalochlaena lunulata, uno de los animales más venenosos del mundo, cuenta con unos anillos azules ocultos en los pliegues musculares de la piel pero los muestra cuando el animal se siente amenazado, ofreciendo una advertencia iridiscente del peligro de su veneno. El pulpón (Otoctopus macropus) adquiere un color rojo parduzco brillante con manchas blancas ovaladas muy llamativas. Las muestras de avisos visuales a menudo se refuerzan extendiendo los brazos, las aletas o la estructura palmeada entre los brazos para que se vean tan grandes y amenazantes como sea posible.
Cuando ven un depredador generalmente intentan escapar pero también pueden usar una distracción expulsando una nube de tinta del saco de tinta. Se cree que la tinta reduce la eficacia de los órganos olfativos, lo que les ayudaría a evadirse de los depredadores que emplean el olfato para la caza, como los tiburones. Las nubes de tinta de algunas especies pueden actuar como señuelos que el depredador ataca en su lugar.
Cuando son atacados algunos pulpos pueden desprenderse de un brazo para escapar, de manera similar a la forma en que los eslizones y otros lagartos separan sus colas; el brazo desprendido puede distraer a posibles depredadores. Estos brazos seccionados continúan sensibles a los estímulos y se apartan de las sensaciones desagradables. Los pulpos pueden regenerar las extremidades perdidas.
Algunas especies, como el pulpo mimo (Thaumoctopus mimicus), pueden combinar sus cuerpos altamente flexibles con su capacidad de cambio de color para imitar a otros animales más peligrosos, como el pez león, las serpientes marinas y las anguilas.

### Patógenos y parásitos
Las enfermedades y parásitos que afectan a los pulpos han sido poco estudiados, pero se sabe que los cefalópodos son los huéspedes intermedios o finales de diversos parásitos céstodos, nemátodos y copépodos; se han reconocido 150 especies de parásitos protistas y metazoos. Dicyemidae son una familia de pequeños gusanos que se encuentran en los apéndices renales de muchas especies; no está claro si son parásitos o son endosimbiontes. Coccidiasinos del género Aggregata que viven en el intestino causan una enfermedad grave al huésped. Los pulpos cuentan con un sistema inmunitario innato y los hemocitos responden a la infección mediante fagocitosis, encapsulación, infiltración o actividades citotóxicas para destruir o aislar los patógenos; los hemocitos juegan un papel importante en el reconocimiento y la eliminación de cuerpos extraños y la reparación de heridas. Se ha comprobado que los pulpos en cautiverio son más susceptibles a los patógenos que los silvestres. Se ha descubierto que una bacteria gramnegativa, Vibrio lentus, causa lesiones cutáneas, exposición muscular e incluso la muerte en casos extremos.

## Evolución

### Registro fósil y filogenia
Los cefalópodos han existido durante 500 Ma y los antepasados de los octópodos estaban presentes en los mares del Carbonífero hace 300 Ma. El fósil de pulpo más antiguo que se conoce es Pohlsepia, que vivió hace 296 Ma. Los investigadores han identificado impresiones de ocho brazos, dos ojos y posiblemente un saco de tinta. Los pulpos son en su mayoría tejidos blandos, por lo que los fósiles son relativamente raros. Los pulpos, calamares y sepias pertenecen al clado Coleoidea. Se los conoce como cefalópodos de «cuerpo blando» porque carecen de la concha exterior de la mayoría de los moluscos y otros cefalópodos como los nautiloides y los extintos amonites. Los pulpos tienen ocho extremidades como otros coleoideos, pero carecen de apéndices especializados de alimentación adicionales, conocidos como tentáculos, que son más largos y delgados con ventosas solo en los extremos. El calamar vampiro (Vampyroteuthis infernalis) también carece de tentáculos pero tiene filamentos sensoriales.
A continuación se muestran los cladogramas de dos posibles filogenias de cefalópodos existentes, basados en los estudios genéticos de Strugnell et al. (2007):
Cladograma 1
|  | Pulpos                                                                   |
|  |                                                                          |
|  | \| \| Calamares vampiro \| \| \| \| \| \| Calamares y sepias \| \| \| \| |
|  |                                                                          |
|  | Calamares vampiro                                                        |
|  |                                                                          |
|  | Calamares y sepias                                                       |
|  |                                                                          |

|  | Calamares vampiro  |
|  |                    |
|  | Calamares y sepias |
|  |                    |

|  | Pulpos                                                                   |
|  |                                                                          |
|  | \| \| Calamares vampiro \| \| \| \| \| \| Calamares y sepias \| \| \| \| |
|  |                                                                          |
|  | Calamares vampiro                                                        |
|  |                                                                          |
|  | Calamares y sepias                                                       |
|  |                                                                          |

|  | Calamares vampiro  |
|  |                    |
|  | Calamares y sepias |
|  |                    |

Cladograma 2
|  | Calamares y sepias                                           |
|  |                                                              |
|  | \| \| Calamares vampiro \| \| \| \| \| \| Pulpos \| \| \| \| |
|  |                                                              |
|  | Calamares vampiro                                            |
|  |                                                              |
|  | Pulpos                                                       |
|  |                                                              |

|  | Calamares vampiro |
|  |                   |
|  | Pulpos            |
|  |                   |

|  | Calamares y sepias                                           |
|  |                                                              |
|  | \| \| Calamares vampiro \| \| \| \| \| \| Pulpos \| \| \| \| |
|  |                                                              |
|  | Calamares vampiro                                            |
|  |                                                              |
|  | Pulpos                                                       |
|  |                                                              |

|  | Calamares vampiro |
|  |                   |
|  | Pulpos            |
|  |                   |

### Taxonomía

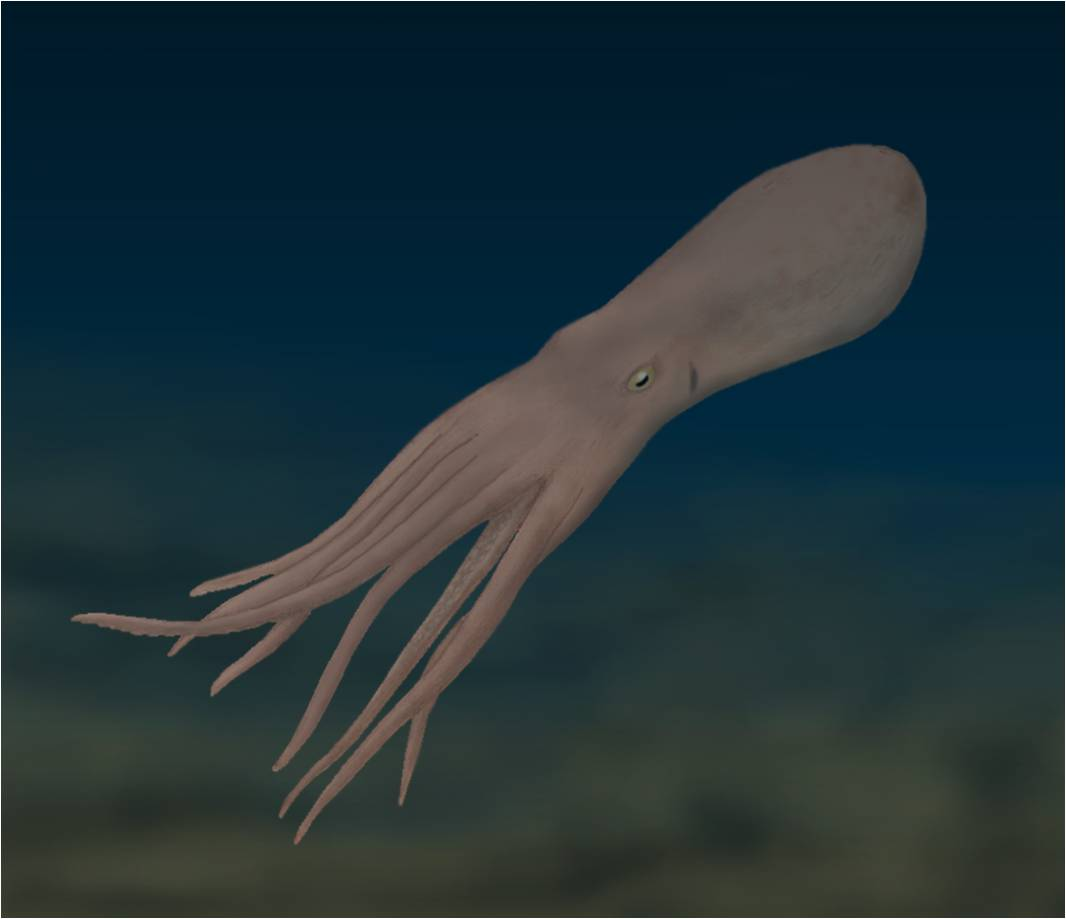
Representación de Keuppia levante, especie extinta del Cretácico.

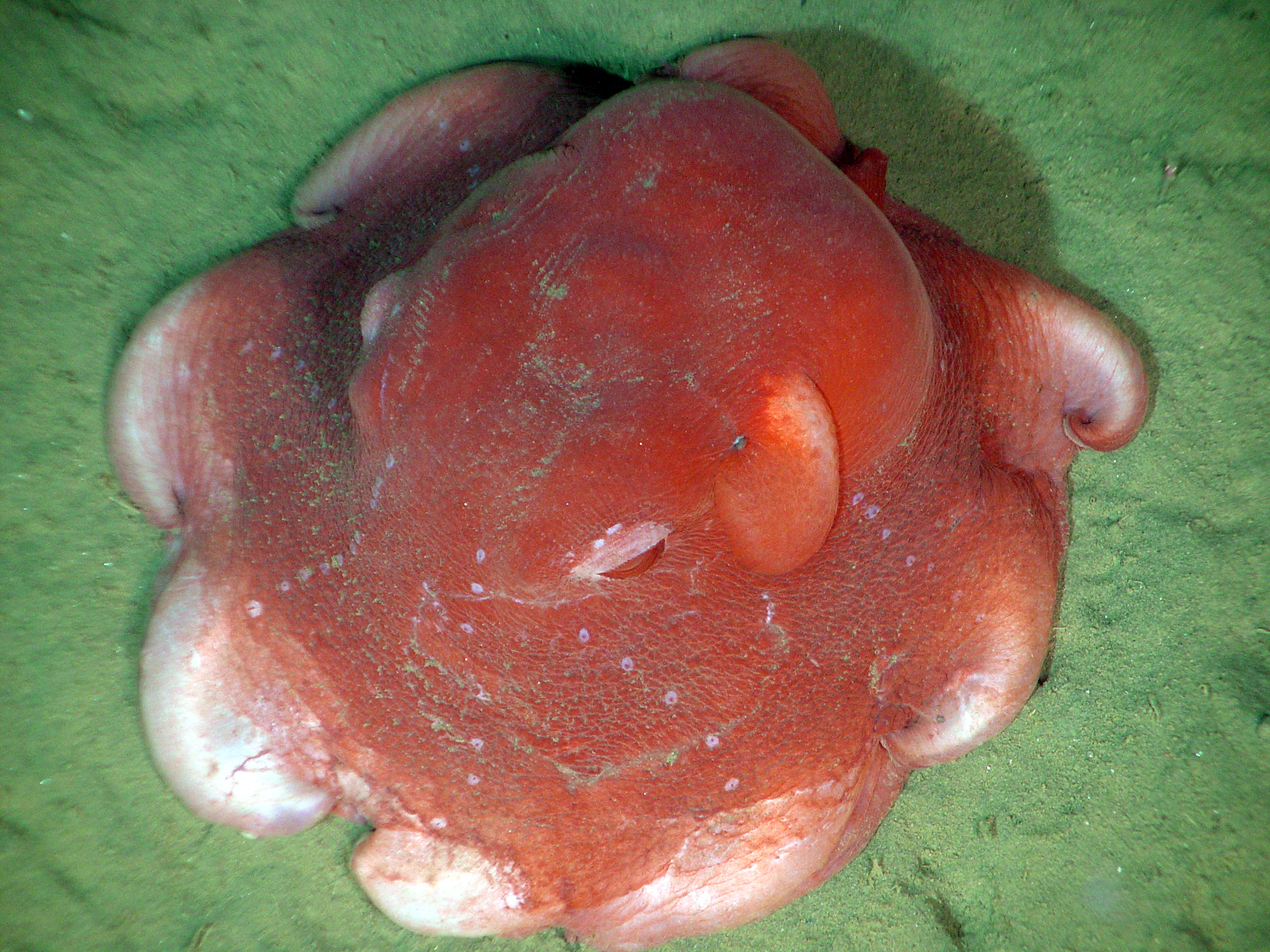
Opisthoteuthis californiana.

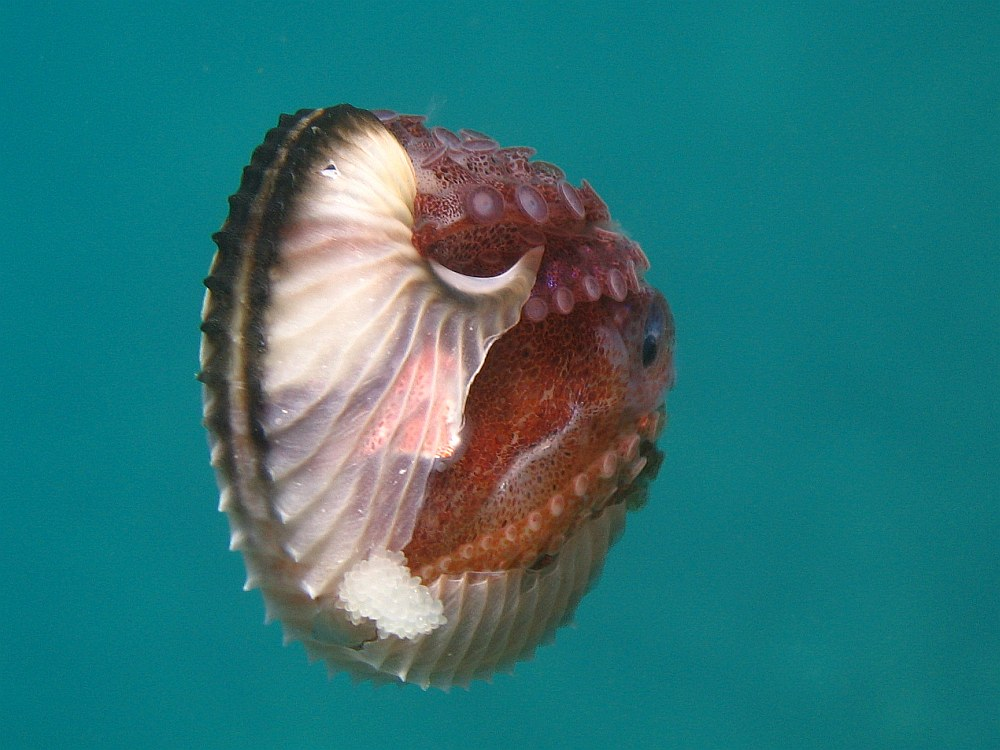
Especie del género Argonauta, A. argo.

El nombre científico Octopoda fue acuñado y clasificado como orden de los pulpos en 1818 por el biólogo inglés William Elford Leach, quien los clasificó como Octopoida el año anterior. Octopoda se compone de alrededor de 300 especies conocidas y se divide en dos subórdenes, Incirrina y Cirrina. Los incirrinos (la mayoría de las especies) carecen de las aletas natatorias y los cirros en las ventosas de los cirrinos.
- Orden Octopoda
  - Género †Keuppia (incertae sedis)
  - Género †Palaeoctopus (inc. sed.)
  - Género †Paleocirroteuthis (inc. sed.)
  - Género †Pohlsepia (inc. sed.)
  - Género †Proteroctopus (inc. sed.)
  - Género †Styletoctopus (inc. sed.)
  - Suborden Cirrina: pulpos con aletas de aguas profundas
    - Familia Opisthoteuthidae: pulpos paraguas
    - Familia Cirroctopodidae
    - Familia Cirroteuthidae
    - Familia Stauroteuthidae

  - Suborden Incirrina
    - Superfamilia Octopodoidea[135]
      - Familia Amphitretidae
      - Familia Bathypolypodidae
      - Familia Eledonidae
      - Familia Enteroctopodidae
      - Familia Megaleledonidae Taki, 1961
      - Familia Octopodidae

    - Superfamilia Argonautoidea
      - Familia Alloposidae: pulpos de siete brazos
      - Familia Argonautidae: argonautas
      - Familia Ocythoidae: pulpos pelágicos tuberculados
      - Familia Tremoctopodidae: pulpos manta

### Referencias culturales

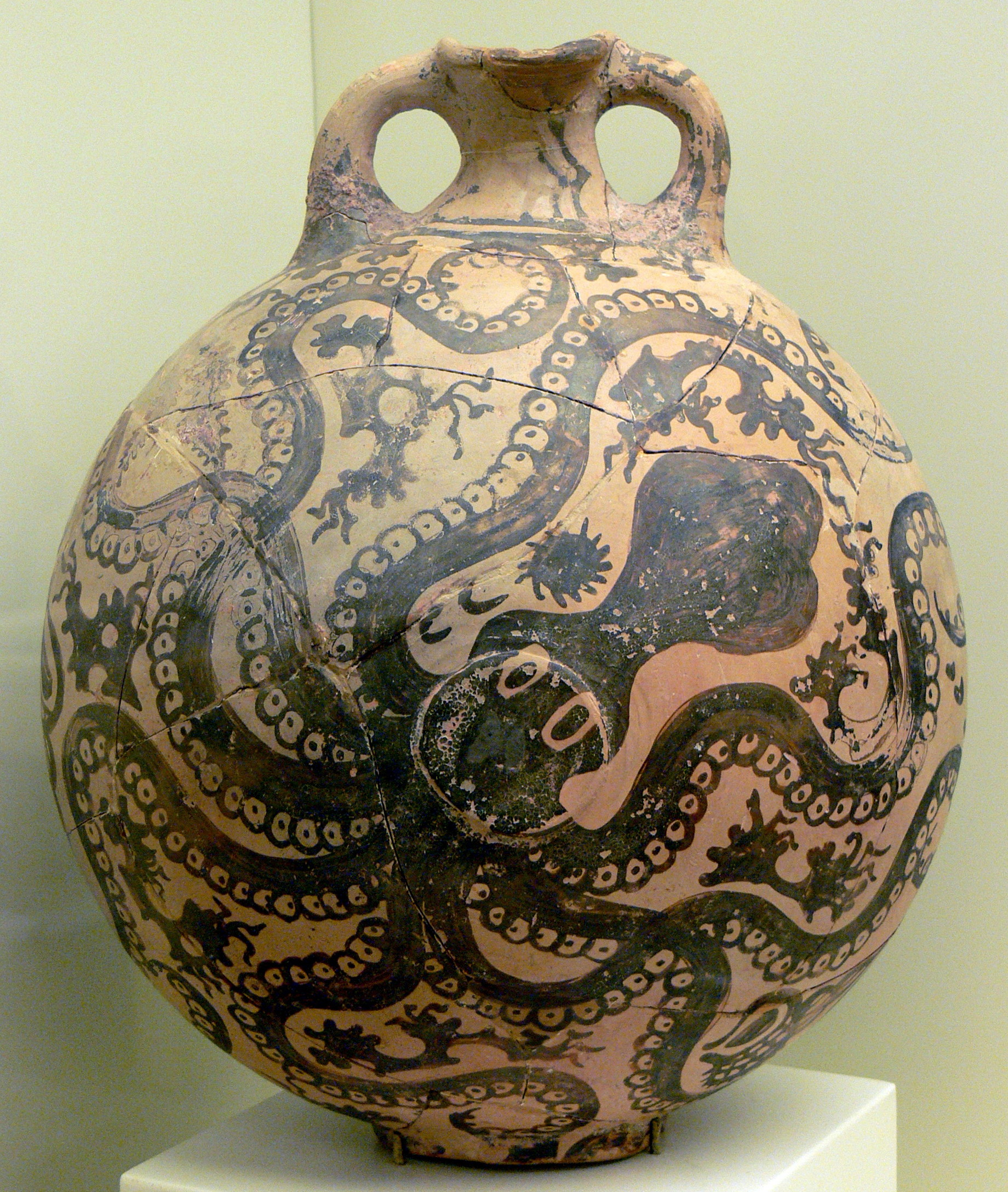
Vasija de cerámica minoica (c. 1500 a. C.).

## Relación con los humanos